# Inoue Junnosuke

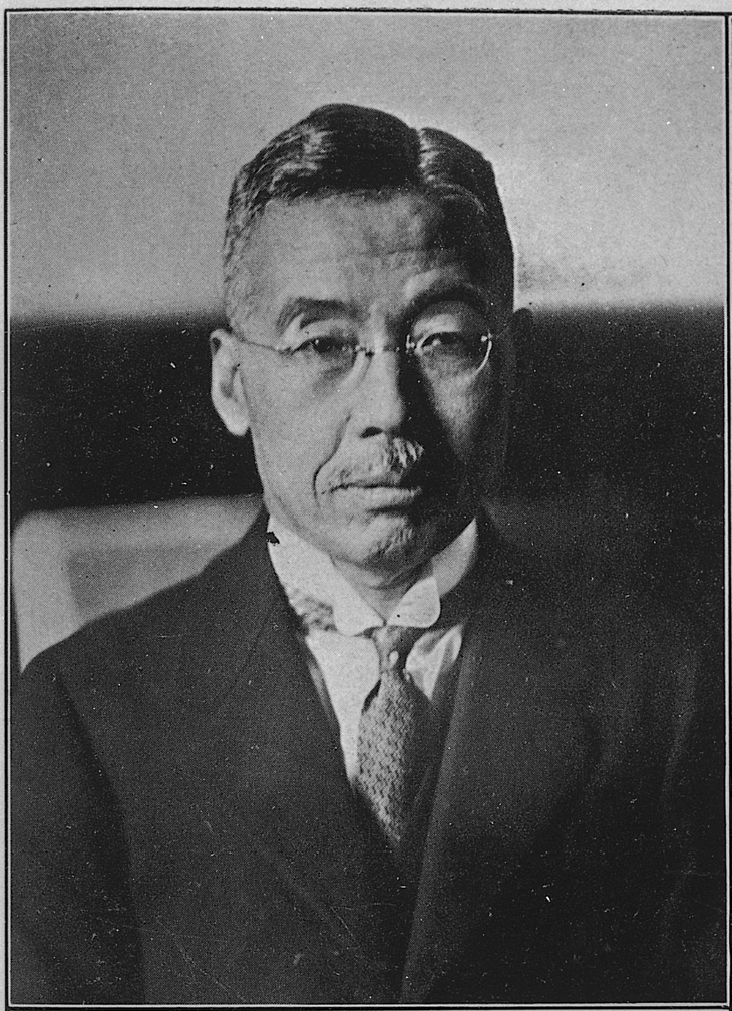
Inoue Junnosuke

Inoue Junnosuke (japanisch 井上 準之助; geb. 6. Mai 1869 in der späteren Präfektur Ōita; gest. 9. Februar 1932 in Tokio) war ein japanischer Bankfachmann und Politiker während der Taishō- und frühen Shōwa-Zeit.

## Leben und Werk
Inoue Junnosuke machte 1896 seinen Abschluss an der Juristischen Fakultät der Kaiserlichen Universität Tokio und arbeitete dann für die Bank of Japan, wobei er eine beträchtliche Zeit im Ausland verbrachte. 1913 wurde er Präsident der Yokohama Shōkin Ginkō (engl. Yokohama Specie Bank), der späteren Bank of Tokyo, wirkte ab 1919 als Gouverneur der Bank of Japan.
Von 1923 bis 1924 war Inoue Finanzminister im Kabinett Yamamoto II und bemühte sich um die Lösung von finanziellen Problemen bemühte, die aus dem Kantō-Erdbeben 1923 herrührten. 1927 wurde er wieder Gouverneur der Bank of Japan, 1928 schloss er sich der Partei Minseitō an und wurde zum zweiten Mal Finanzminister, diesmal im Kabinett Hamaguchi, anschließend im zweiten Kabinett Wakatsuki. Er setzte eine strikte deflationäre Politik durch, um auf den Goldstandard zurückkehren zu können. Dies verschlimmerte allerdings die bereits beträchtliche Depression in Japan. Das Kabinett trat im Dezember 1931 über die Mandschurei-Krise zurück.
Inoue wurde von einem Mitglied der „Blut-Liga“ ermordet, während er sich im Februar 1932 auf einer Wahlkampfreise für die Unterhauswahl 1932 befand.